# Ghiacciaio Zoller
Il ghiacciaio Zoller è un ghiacciaio lungo circa 8 km situato nella regione centro occidentale della Dipendenza di Ross, nell'Antartide orientale. Il ghiacciaio, il cui punto più alto si trova a circa 2050 m s.l.m., si trova in particolare nella regione settentrionale della dorsale Royal Society, sulla costa di Scott, dove fluisce verso nord, scorrendo tra il monte Windle, a ovest, e il monte Fuller, nella parte occidentale dei promontori Cathedral, a est, fino a unire il proprio flusso a quello del ghiacciaio Ferrar.

## Storia
Il ghiacciaio Zoller è stato scoperto e mappato durante la Spedizione Discovery, condotta da 1901 al 1904 e comandata da Robert Falcon Scott, e così battezzato nel 1964 dal Comitato consultivo dei nomi antartici in onore del tenente John E. Zoller, un cappellano della marina militare statunitense che passò l'inverno del 1957 presso la base aeronavale statunitense nei pressi del canale McMurdo.